# 十次革命起義
十次革命起義是指1894年興中會成立之後，至1911年取得最終成功的辛亥革命之前，興中會或中國同盟會直接發動或指揮的10次武裝起義。之後近代史書、中國國民黨黨史，或中華民國的學校教育課本，往往稱「國父革命11次起義，10次失敗，終於建立民國」。不過據統計，自1894年到1911年之間，清末革命团体發動的革命起義事件其實計有29次之多，但其他非國民黨/同盟會體系團體所發動的起義，往往遭到忽略，如徐錫麟、秋瑾等人在浙江各地發動的光復軍起義、1903年由興中會二號人物謝贊泰，太平天國僅存的瑛王洪春魁及香港富商李紀堂為首所發動的「大明順天國之役」。1911年的武昌起義是中國同盟會外圍組織共進會與湖北新軍革命團體文學社所具體執行。

## 沿革
1895年2月21日，興中會總會在香港成立，同年3月16日，首次幹部會議決定先攻取廣州為根據地，並採用陸皓東所設計之青天白日旗為起義軍旗，孫中山進入廣州，創農學會為機關，並廣徵同志，定農曆九月初九（重陽節）。後因日本官員臨時改變態度而失敗，孫中山亦返回日本，是第二次起義。
1902年4月，孫中山由橫濱到東京，參加章太炎等倡議舉行「支那亡國二百四十二周年紀念會」；由於日本政府阻撓，紀念會被迫改為聚餐會；返橫濱後，乃集眾補行紀念會:365。孫在日本和章太炎談論時又曾涉及革命發難以及成功後建都地點，孫以為「謀本部，則武昌；謀藩服，則西安；謀大洲，則伊犂。視其規模遠近而已」，孫並且說明：「定鼎者，南方誠莫武昌若。尚濱海之建都者，必遏遠武昌。夫武昌揚靈於大江，東趨賓山（江蘇省），四日而極，足以轉輸矣，外鑑諸鄰國，柏林無海，江戶則曰海堧爾；內海雖咸，亦猶大江也……江沔之在上游，其通達等是矣，何必傅海！夫北望襄樊以鎮撫河雒。鐵道既佈，而行理及於長城，其斥候至窮朔者，金陵之絀，武昌之贏也」:100。9月，應宮崎寅藏請求，孫撰《〈三十三年落花夢〉序》；冬，孫自日本往香港，旋轉河內結交法國官員:21，在華僑中宣傳革命組織，建立興中會分會:365。從1902年12月至1903年5月，孫停留河內，結交某些法國政治、外交、軍事人士:127。
1907年2月，同盟會象徵旗幟設計，孫中山更滿意青天白日旗，黃興則倾向象徵平均地權政策的「井」字旗:161。根據宋教仁所言，孫態度令黃非常不滿：「蓋孫文素日不能開誠布公，虛心坦懷待人，作事近於專制跋扈，有令人難堪處故也。」:161一個月後，日本當局受滿清政府施壓，決定驅逐孫離境:161。為表達善意，日方除發布驅逐令之外，還以外交辭令表達歉意，並饋贈孫大筆款項:161。日本政府送其路費6,000元，日本商人鈴木久五郎送其10,000元；孫收款後，留2,000元作《民报》經費。3月，孫中山先抵越南河内，继续策划革命起义，5月命余丑举行潮州黃岡起義，歷6日而敗，是第三次起義。6月孫中山命鄧子瑜起義於惠州七女湖，歷10餘日而敗，是第四次起義。7月6日徐錫麟起義於安慶，失敗殉難。同年7月，孫中山赴廣西主持鎮南關起義，再告失敗。1908年3月27日黃興由安南率革命軍進攻欽州，是第七次起義。4月，黃明堂起義於雲南河口，是第八次起義。1910年2月倪映典發動新軍起義於廣州，是第九次起義。
另一方面，同盟會及其週邊組織快速擴張規模，並於1910年1月成立同盟會美洲地區總會，期望能吸收更多海外華僑參與革命。此外又先後發動包括1911年4月27日（農曆三月二十九日）黃興領導的黃花崗起義在內的多次起義，直至1911年10月10日（農曆八月十九日）的武昌起義成功擊退，掌控武漢，成立湖北軍政府，各省的革命黨群起響應，終推翻清朝。

## 历次起义
| 事件             | 時間   | 革命經過                                                                                   |
| ---------------- | ------ | ------------------------------------------------------------------------------------------ |
| 乙未廣州起義     | 1895年 | 孫中山率領鄭士良、陸皓東等人，準備襲取廣州。但是事機洩漏，清政府展開搜捕，陸皓東被捕犧牲。 |
| 惠州三洲田起義   | 1900年 | 10月8日，孫中山命鄭士良等人於惠州三洲田（今深圳市鹽田區三洲田村一帶）發動起義。            |
| 潮州黃岡起義     | 1907年 | 5月命余丑起義於潮州黃岡，歷六日而敗。                                                      |
| 惠州七女湖起義   | 1907年 | 6月命鄧子瑜起義於惠州七女湖（今惠州市惠城區汝湖鎮）。                                      |
| 欽州防城起義     | 1907年 | 9月命王和順起義於欽州王光山。                                                              |
| 廣西鎮南關起義   | 1907年 | 12月命黃明堂起義鎮南關，並親臨指揮。                                                       |
| 欽、廉、上思起義 | 1908年 | 3月27日黃興由安南率革命軍進攻欽州。                                                        |
| 雲南河口起義     | 1908年 | 4月命黃明堂起義於雲南河口。                                                                |
| 廣州新軍起義     | 1910年 | 2月倪映典發動新軍起義於廣州。                                                              |
| 廣州黃花崗起義   | 1911年 | 4月趙聲、黃興等人在廣州領導起義。後收殮到72具烈士遺骸，合葬於黃花崗。                      |